# Jačí vlna
Jačí vlna (mezinárodní zkratka WY) je textilní surovina ze srsti jaků domácích.

Jak ze středního Nepálu

## Historie

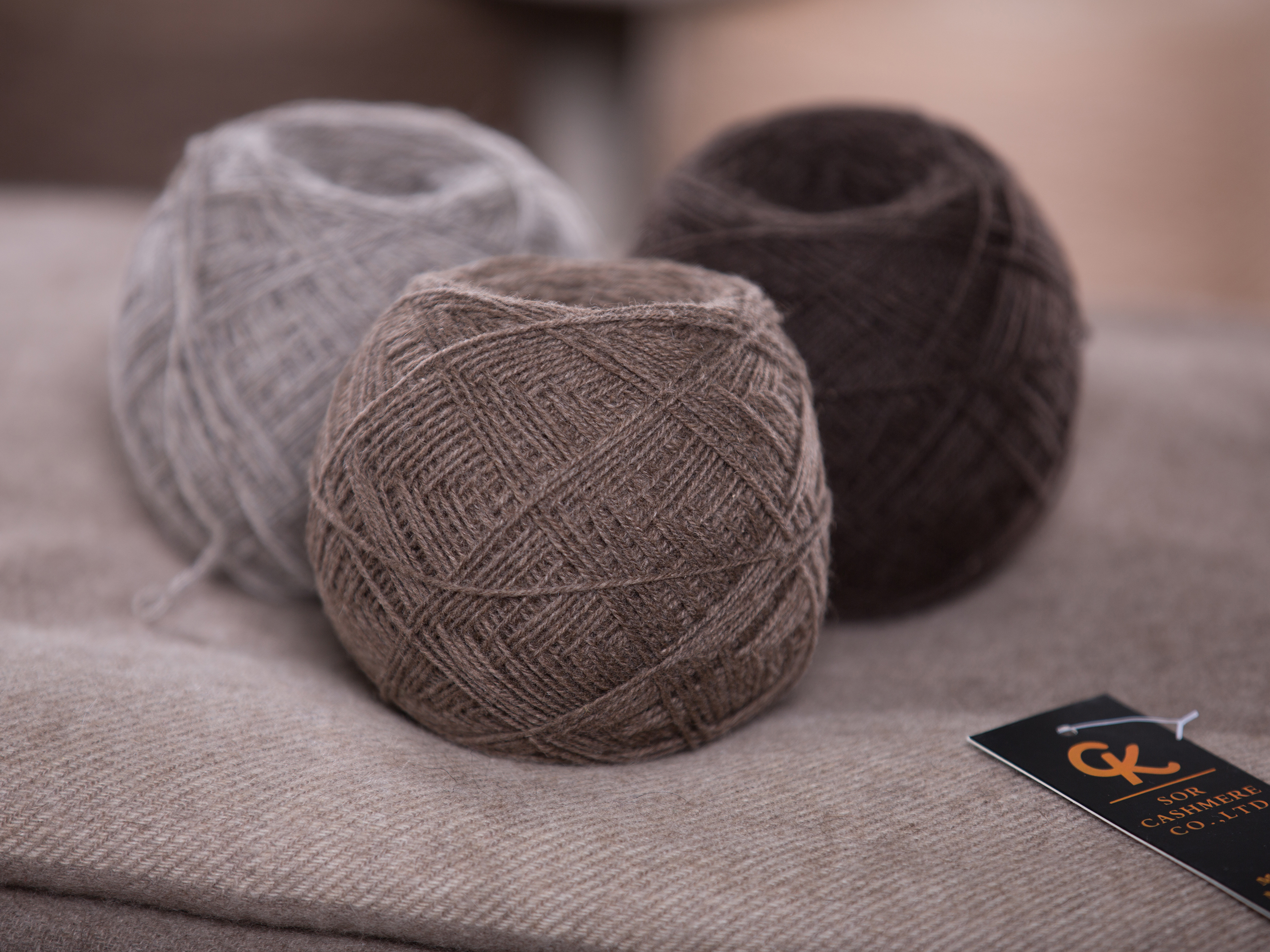
Jačí příze na ruční pletení (snímek z roku 2018)

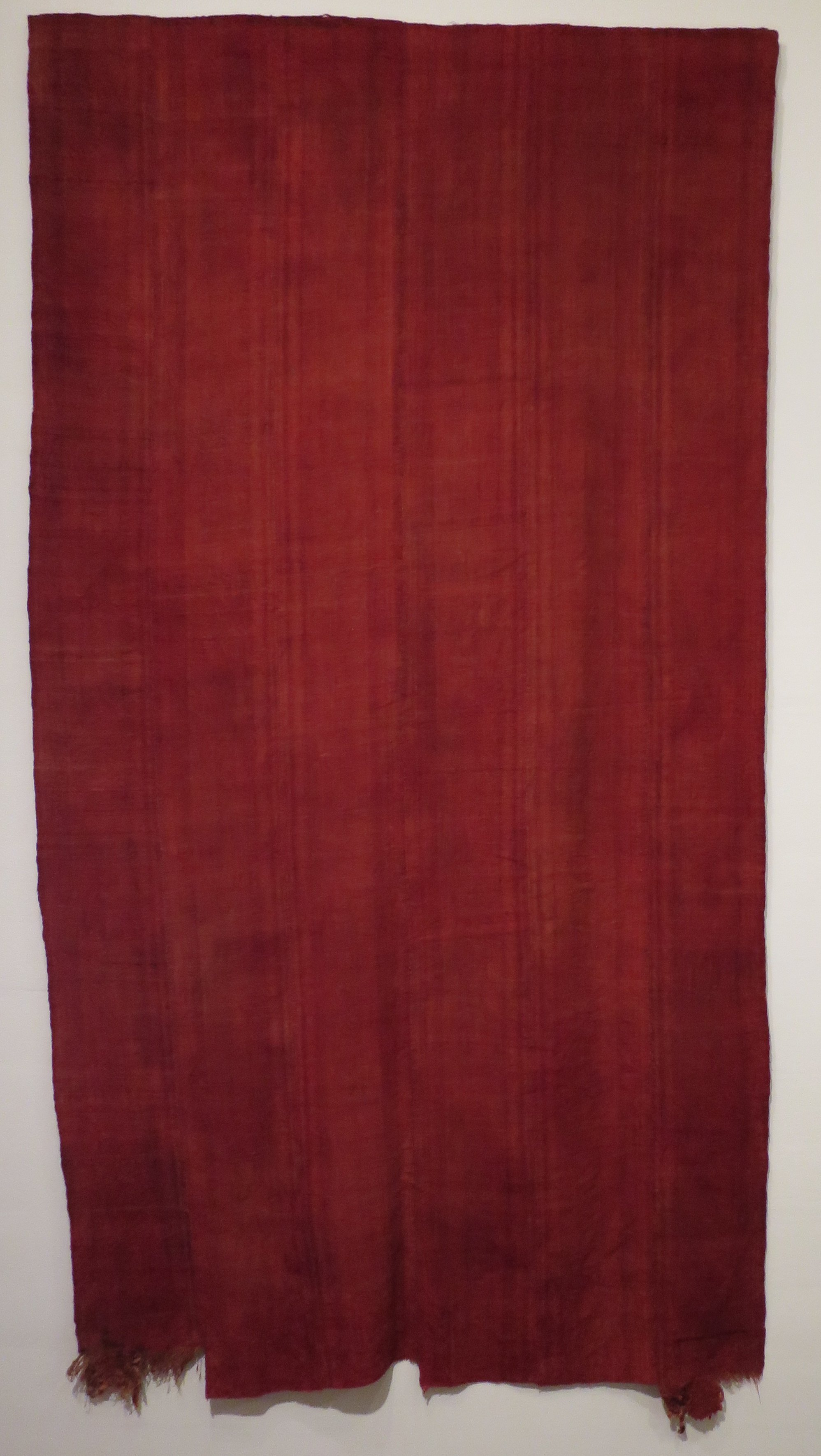
Oděv tibetského mnicha z jačí vlny (asi z roku 1925)

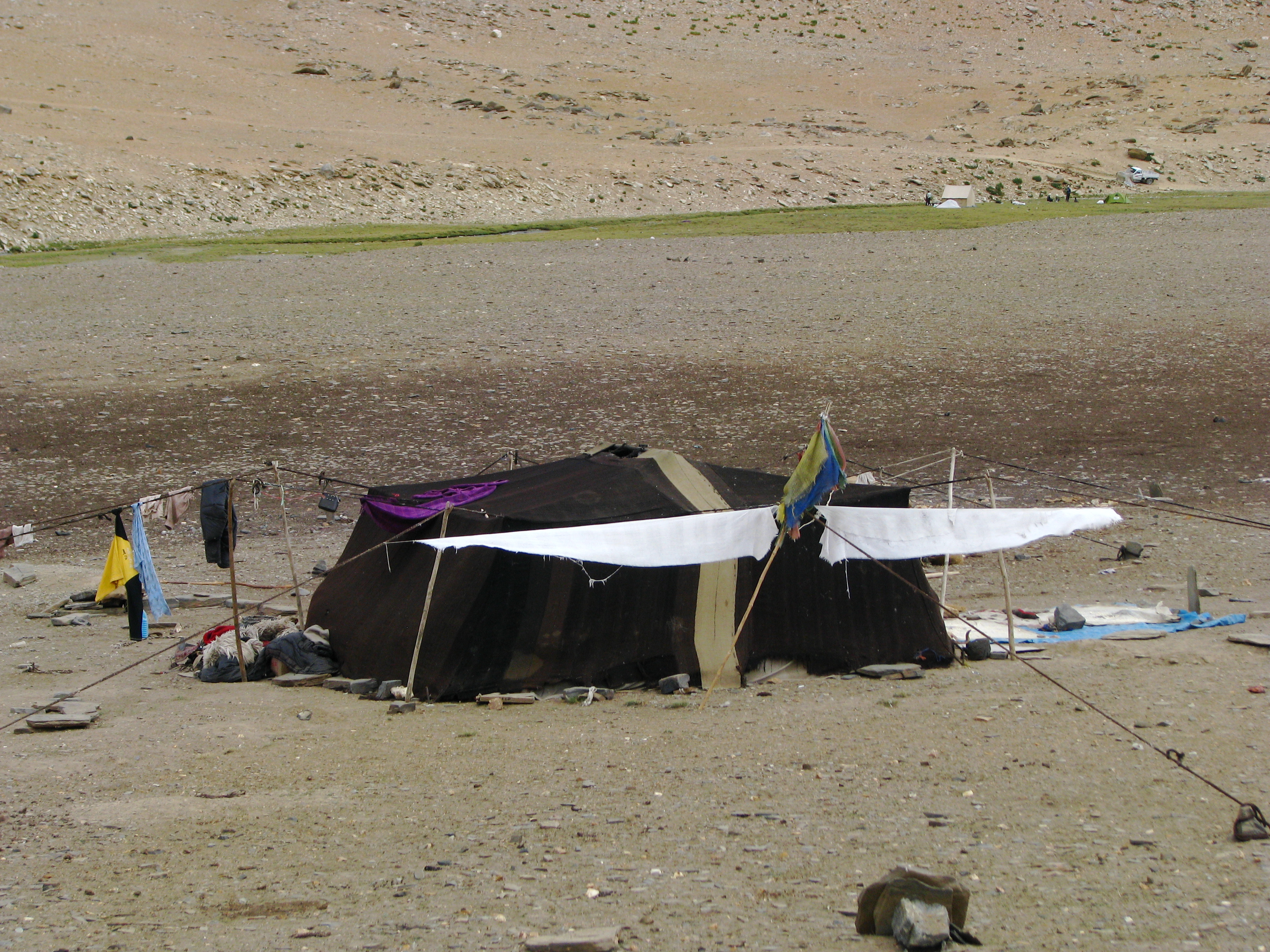
Stan z jačí vlny (Ladak, Indie 2009)

Koncem 20. století se chovalo ve světě vice než 14 milionů jaků, z jejichž srsti se získávalo asi 13 000 tun surových vláken (80 % zpracovávali chovatelé pro vlastní potřebu). 
Ve 2. dekádě 21. století byla udávána celosvětová roční produkce surových vláken v množství 7000 tun, z toho 85 % z čínského Himálaje a zbytek z Mongolska, Ruska a Střední Asie.

## Získávání vlny
Vlna se získává jednou za rok tak, že se srst nejdřív vyčesává a potom stříhá. Srst sestává z vnějších hrubých chlupů a vnitřní jemné podsady. Poměr obou komponent je závislý především od stáří zvířete: z mláďat se dostává asi 1 kg vlákniny s obsahem 60-70 % jemných vláken, 2-4letá zvířata dávají cca 2 kg suroviny se 40 % jemných vláken a ze starších zvířat se mohou získat až 3 kg s výnosem po odchlupacení asi do 60 dkg jemných vláken.
Vlnu určenou k prodeji odvádějí farmáři zpravidla do speciálních dílen, kde se materiál třídí podle barvy a zbavuje hrubých chlupů. O způsobu odchlupacení není veřejně nic známo, denní výkon zkušeného dělníka je zde údajně 10 kg odchlupacených vláken.

## Vlastnosti vláken
Vlákna z podsady mají tloušťku 15-25 µm a délku 25-50 mm, chlupy s nepravidelnou dření pak tloušťku 50-90 µm a délku 130-150 mm. Obsah nežádoucích příměsí je 12,3 %. Asi 60 % srstí má hnědou barvu, 10% je bílých a zbytek jsou různé odstíny barev. 
Fyzikální vlastnosti a možnosti použití pro textilní účely jsou velmi podobné jako u kašmírových vláken, jačí vlna se prodává za 35-65 €/kg. Pletené výrobky z jačí vlny mají dvojnásobnou hřejivost (udržování tepla) oproti textiliím z kašmíru. 

## Zpracování vláken
Jačí vlna se dá zpracovávat na přízi podobně jako u kašmírových vláken ručně 
 nebo na částečně upravených strojích na mykané i česané příze z ovčí vlny.
Příze z jačí vlny se dají vyrábět na prstencových dopřádacích strojích rychlostí do 10 m/min až do jemnosti 17 tex. Pevnost příze je nízká, i dvojmo skaná dosahuje maximálně 6 cN/tex. Údaje o technologii přípravy k dopřádání nejsou publikovány. 
Pleteniny i tkaniny z jačí vlny dosahují v maloobchodě cenovou úroveň luxusních výrobků  a některé známé obchody s drahými textiliemi je v 21. století začali zařazovat do svého prodejního programu.